# Povijest Pakistana
Povijest Pakistana prije neovisnosti zemlje 1947. dijeli se s poviješću Afganistana, Indije i Irana. Protežući se zapadnim prostranstvom Indijskog potkontinenta i istočnim graničnim područjima Iranske visoravni, područje današnjeg Pakistana služilo je i kao plodno tlo velike civilizacije i kao vrata južne Azije prema središnjoj Aziji i Bliskom istoku.
Smještenu na prvoj obalnoj migracijskoj ruti Homo sapiensa iz Afrike, regiju su rano naselili moderni ljudi. Povijest seoskog života u Južnoj Aziji duga 9000 godina seže do neolitika (7000. – 4300. pr. Kr.) nalazišta Mehrgarh u Pakistanu, i 5000 godina povijesti urbanog života u Južnoj Aziji do različita mjesta civilizacije doline Inda, uključujući Mohenjo Daro i Harappu.
Nakon propadanja civilizacije doline Inda, indoarijska plemena doselila su se u Punjab iz središnje Azije u nekoliko valova migracija u vedskom razdoblju (1500. – 500. pr. Kr.), donoseći sa sobom svoje osebujne religijske tradicije i običaje koji su se stopili s lokalnim kulturama. Religiozna vjerovanja i običaji Indoarijevaca iz kulture Bactria-Margiana i izvorna vjerovanja Harappa Inda iz bivše civilizacije doline Inda na kraju su doveli do vedske kulture i plemena. Najistaknutija među njima bila je civilizacija Gandara, koja je cvjetala na raskrižju Indije, središnje Azije i Bliskog istoka, povezujući trgovačke putove i upijajući kulturne utjecaje različitih civilizacija. Početna rana vedska kultura bila je plemensko, stočarsko društvo sa središtem u dolini Inda, na području današnjeg Pakistana. Tijekom tog razdoblja, sastavljeni su najstariji spisi hinduizma Vede.
U vremenima koja su uslijedila područje današnjeg Pakistana apsorbiralo je mnoge utjecaje - predstavljene među ostalima u drevnim, uglavnom hinduističko-budističkim mjestima Taksila i Tahti Bahi, islamsko-sindi spomenicima Thatte iz 14. stoljeća i mogulskim spomenicima Lahorea iz 17. stoljeća. U prvoj polovici 19. stoljeća regiju je prisvojila Istočnoindijska kompanija, nakon čega je nakon 1857. uslijedilo 90 godina izravne britanske vladavine. Britanska Indija, a od 1876. Indijsko Carstvo bio je od 1858. do 1947. naziv za zemlje indijskog potkontinenta koje su bile pod izravnom upravom britanske kolonijalne vlasti, današnja Indija, Pakistan i Bangladeš.
Britanska vladavina završila je nastankom Pakistana 1947., kroz napore, među ostalima, njezinog nacionalnog pjesnika Allama Iqbala i njegova utemeljitelja Muhammada Ali Jinnaha. Od tada je zemlja iskusila i civilno-demokratsku i vojnu vladavinu, što je rezultiralo razdobljima značajnog gospodarskog i vojnog rasta, kao i razdobljima nestabilnosti; značajno tijekom potonjeg bilo je odcjepljenje Istočnog Pakistana kao nove nacije Bangladeša. Nakon smrti Zije ul-Haka 1988. godine, održani su prvi slobodni izbori u zemlji nakon 1977., na kojima je pobijedila Benazir Buto koja je postala prvom ženom na čelu neke islamske države. U svibnju 1998., Pakistan provodi nekoliko nuklearnih pokusa kao reakciju na indijske nuklearne pokuse. U jednom od oružanih sukoba s Indijom u kašmirskoj kargilskoj regiji u ljetu 1999. Pakistan je doživio poraz. Vojnim udarom na vlast dolazi general Pervez Mušaraf koji uspostavlja četvrtu vojnu diktaturu u Pakistanu. Od 2001. godine je Mušaraf predsjednik države.
Od terorističkih napada 2001. na SAD, u Pakistanu se događaju brojni religijski motivirani sukobi, posebice zato što je Mušaraf bliski saveznik u političkom i vojnom smislu sa SAD-om. 